# Cincinnati Bengals
Los Cincinnati Bengals (en español: Bengalas de Cincinnati) son un equipo profesional de fútbol americano de los Estados Unidos con sede en Cincinnati, Ohio. Compiten en la División Norte de la Conferencia Americana (AFC) de la National Football League (NFL) y disputan sus partidos como locales en el Paul Brown Stadium.
El equipo fue fundado por Paul Brown en mayo de 1967 como franquicia de expansión de la American Football League (AFL) y se unió a la NFL tras la fusión de ambas ligas. A lo largo de su historia, los Bengals han ganado un total de tres títulos de conferencia y once títulos de división.

## Historia

### 1968-1971: Fundación y primeros años
Los actuales Bengals tomaron el nombre de su antiguo equipo; los Cincinnati Bengals. El antiguo equipo jugó de 1937 a 1941 sin lograr una temporada exitosa.
En 1967, un grupo liderado por Paul Brown, les fue concedida una franquicia en la American Football League (AFL). Brown nombró al equipo como los Bengals, en honor al antiguo equipo de la ciudad. En ese momento, la ciudad también poseía un tigre de Bengala blanco en el zoo de Cincinnati.
Con la fusión de la AFL con la National Football League (NFL) en 1966, a la AFL se le permitió añadir una nueva franquicia debido a que ambas partes querían un número par de equipos entre ambas ligas, llegando esta cifra a 26. La NFL acordó que la nueva franquicia debía formar parte de la AFL, para que así, los nueve equipos ya existentes, pudieran proveer a la nueva franquicia.

### 1972-1992: De Ken Anderson a Boomer Esiason
En las décadas de los 60s y 70s, los Bengals no obtuvieron unas buenas temporadas. Lograron dos títulos de división en 1970 y 1973, y también se clasificaron a Playoffs en 1975, para luego perder en los respectivos partidos.
Durante la década de 1980, el equipo tuvo sus mejores resultados en la historia de la franquicia. Con Forrest Gregg, quien fue tres veces campeón de la Super Bowl y ganó cinco títulos de NFL, los Bengals se clasificaron a Playoffs en dos ocasiones; 1981 y 1982. En 1981, el equipo logró un 12-4 y llegó hasta la Super Bowl XVI donde cayó frente a los 49ers de Joe Montana, 26-21.
Con la dimisión de Gregg en la temporada de 1983, los Bengals contrataron a Sam Wyche -quarterback del equipo de 1968 a 1970- para la temporada de 1984.
En sus cuatro primeras temporadas los Bengals no lograron clasificarse a Playoffs, pero, en la temporada siguiente (1988), el equipo igualó el mejor récord de la franquicia (12-4) y llegó hasta la Super Bowl XXIII nuevamente frente a los Niners de Montana, perdiendo nuevamente por 20-16.

### 2020-presente: La era de Joe Burrow
En el Draft de 2020 los Bengals seleccionaron al quarterback Joe Burrow en la primera posición global y Andy Dalton fue cortado días más tarde. Burrow sufrió una grave lesión de rodilla a mitad de temporada y los Bengals terminaron 2020 en el último puesto de la AFC Norte con un récord de 4-11-1. De cara a 2021 los Bengals emplearon su pick de primera ronda en el wide receiver Ja'Marr Chase, compañero de Burrow durante dos años en LSU.
La dupla Burrow-Chase llevó al equipo a su primera temporada con balance positivo, su primera clasificación para Playoffs y su primer título divisional desde 2015. En la ronda de wild cards los Bengals vencieron a los Las Vegas Raiders y lograron su primera victoria en postemporada desde 1990. Los Bengals avanzaron hasta la Super Bowl LVI, en la que fueron derrotados por Los Angeles Rams.

## Estadio

### Antiguos terrenos de juego
- Nippert Stadium (1968-1969). Los Bengals comenzaron jugando en el actual estadio de los Cincinnati Bearcats de la Universidad de Cincinnati.
- Riverfront Stadium (1970-1999). Dicho estadio sería demolido tres años más tarde, en 2002.

### Paul Brown Stadium
Con la construcción del nuevo Paul Brown Stadium (lleva el nombre del fundador, Paul Brown), el equipo se mudó a este en la temporada 2000. El estadio también es conocido como La Jungla dado que su equipo, los Bengals, hace referencia al tigre de Bengala y la jungla/selva es su hábitat. También suena la canción de Guns N' Roses, Welcome to the Jungle.

## Jugadores

### Números retirados
| Números retirados por los Cincinnati Bengals |             |        |           |       |
| N.º                                          | Jugador     | Puesto | Periodo   | Fecha |
| 54                                           | Bob Johnson | C      | 1968-1979 |       |

### Salón de la Fama
| Salón de la Fama de Cincinnati Bengals |                |                      |              |           |
| Núm.                                   | Nombre         | Posición             | Temporada(s) | Inducción |
| –                                      | Paul Brown     | Fundador, entrenador | 1968–1975    | 1967      |
| 18                                     | Charlie Joiner | Wide receiver        | 1972–1975    | 1996      |
| 78                                     | Anthony Muñoz  | Tackle ofensivo      | 1980–1992    | 1998      |